# Lorenz von Stein

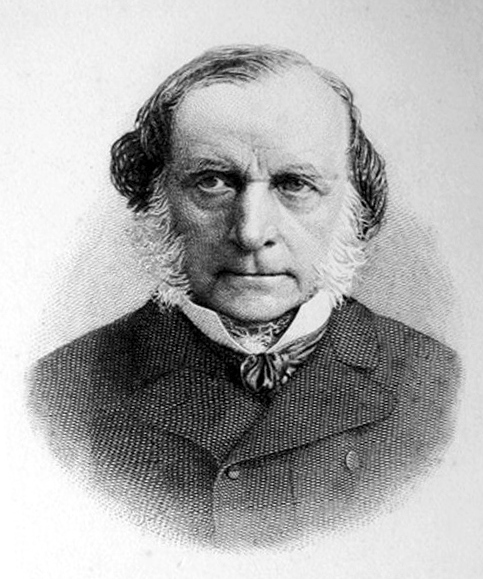
Lorenz von Stein

Lorenz von Stein (Borby bij Eckernförde, 18 november 1815 – Hadersdorf-Weidlingau, Wenen, 23 september 1890) was een Duitse econoom en socioloog. Hij studeerde filosofie en rechtsgeleerdheid aan de universiteiten van Kiel, Parijs en Jena.
Tussen 1846 en 1851 was hij docent in Kiel, maar hij werd ontslagen vanwege zijn pleidooien voor de onafhankelijkheid van Sleeswijk, dat destijds deel uitmaakte van Denemarken en waarvan Kiel de hoofdstad is.
Vanaf 1855 tot zijn pensioen in 1885 doceerde hij aan de Universiteit van Wenen. Zijn werk uit die periode geldt als de basis van de internationale bestuurskunde. Hij richtte zich ook op de economie van de overheid, en op sociologische aspecten van de economie. Zijn ideeën worden teruggevonden in het werk van Karl Marx, maar het is niet bekend of Marx zich heeft laten beïnvloeden door Von Stein.
- Biblioteca Nacional de España: XX1128836
- Bibliothèque nationale de France: cb12001622n (data)
- Gemeinsame Normdatei: 118617281
- International Standard Name Identifier: 0000 0001 0773 8452
- Library of Congress Control Number: n83142418
- Nationale Bibliotheek van Letland: 000154149
- Mathematics Genealogy Project: 210787
- Bibliotheek van het Japanse parlement: 00475570
- Nationale Bibliotheek van Tsjechië: skuk0001327
- Nationale Bibliotheek van Israël: 987007268297705171
- Nationale Bibliotheek van Polen: a0000001888063
- Nederlandse Thesaurus van Auteursnamen: 071310266
- Système universitaire de documentation: 028117794
- Virtual International Authority File: 44308789
- WorldCat: E39PBJptW7Fr4CRvmRWHd8gHYP